# Andrea de' Pazzi
Andrea de' Pazzi (Firenze, 1372 – Firenze, 19 ottobre 1445) è stato un politico italiano, celebre per aver commissionato la Cappella dei Pazzi a Filippo Brunelleschi.

## Biografia
Nato in una ricca e prestigiosa famiglia fiorentina, era figlio di Guglielmo de' Pazzi, cavaliere dello Speron d'oro, e Costanza di messer Andrea de' Bardi.
Nel 1409 sposò Caterina del cavalier Jacopo Salviati, anch'ella proveniente da una ricchissima famiglia di banchieri. Iniziò la carriera politica nel 1411, come consigliere del Comune e nel 1413 come Capitano di Parte Guelfa. Fu tra i cittadini più stimati della sua epoca e venne incaricato di numerose missioni diplomatiche, però la sua carriera politica era frenata dal fatto che i Pazzi, per quanto guelfi, erano collocati tra i Magnati, ovvero le famiglie di antica ricchezza e nobiltà escluse dagli incarichi pubblici dagli Ordinamenti di Giustizia di Giano della Bella. Venne ad esempio designato per accogliere l'antipapa Giovanni XXIII a Firenze e prendere accordi con quello che all'epoca veniva considerato come un papa vero e proprio. Fu ambasciatore a Genova nel 1420. Nel 1429 commissionò a Filippo Brunelleschi la Cappella dei Pazzi nel convento di Santa Croce, piccolo capolavoro dell'architettura rinascimentale. Nel 1431 e 1438 fu Console di Zecca, poi Podestà di Segna e Campi nel 1432.
Fu solo grazie ai maneggi dell'alleato Cosimo il Vecchio che, nel 1434, riuscì a entrare nel ceto popolare e fare una piena carriera politica, nonostante lo stesso anno Renato d'Angiò l'avesse armato cavaliere. Nel 1437 fu Console dell'Arte della lana e Priore delle Arti nel 1439.

## Discendenza
Dalla moglie Caterina ebbe sette figli, quattro maschi e tre femmine:
- Antonio (9 aprile 1410-27 settembre 1451)[1], sposò nel 1434 Nicolosa degli Alessandri ed ebbe da lei tre figli, fra cui Francesco, coinvolto nella congiura dei Pazzi e ucciso al suo fallimento, e Guglielmo de' Pazzi, che sposò Bianca de' Medici, sorella di Lorenzo il Magnifico, e sei figlie;
- Guglielmo (1415-forse morto bambino);
- Piero (18 maggio 1416-settembre 1464), sposò nel 1435 Fiammetta di Bernardo Giugni ed ebbe sette figli, fra cui Renato de' Pazzi, ucciso nei tumulti che seguirono la fallita congiura;
- Elena o Lena (nata nel 1418), sposò nel 1434 Lamberto di Bernardo Lamberteschi
- Albiera (nata nel 1420), sposò nel 1434 Lorenzo di Ilarione de' Bardi
- Apollonia, bandita da Firenze nel 1434; sposò nel 1440  Noferi del Griggia
- Jacopo (1423-1478), uno dei capi della Congiura dei Pazzi e ucciso al suo fallimento.

## Nei media
Andrea de' Pazzi è un antagonista della prima stagione de I Medici, nella quale è interpretato da Daniel Caltagirone.